# Kelt (pivo)
Kelt je 10° (od roku 2007) světlé pivo s 3,9 % alkoholu, které vyrábí Pivovar Zlatý Bažant a. s. na Slovensku v Hurbanově. Od roku 1995 je pivovar v rukách firmy Heineken. Prodává se jako sudové, ve skleněných lahvích, hliníkových plechovkách nebo v 1,5 l a 2 l PET lahvích. Původně se vyrábělo jako 12 % (5 % alk.) ve skleněných lahvích s patentním keramickým uzávěrem.
Pivo (stout) se stejným názvem vyráběla i společnost Pivovary Staropramen, toto pivo se slovenskou značkou nemá nic společného.